# Abdelkrim Merry Krimau
Abdelkrim Merry Krimau (Casablanca, 13 gennaio 1955) è un ex calciatore marocchino, di ruolo attaccante.

## Carriera
La sua carriera professionale avrà luogo esclusivamente in Francia, dove militerà in varie squadre, tra cui il Bastia, con cui farà il suo esordio nel 1974 e con la quale raggiungerà nel 1978 la finale di Coppa UEFA, e il Metz, con cui stabilirà il suo record di gol (23) in una sola stagione.
Krimau fu convocato per la prima volta nella nazionale marocchina nel 1984, e fece poi parte della rosa che prese parte al campionato del mondo 1986 in Messico, riuscendo anche a segnare una rete nel corso della manifestazione.

## Statistiche

### Presenze e reti nei club
| Stagione  | Squadra       | Serie | Presenze | Gol |
| --------- | ------------- | ----- | -------- | --- |
| 1974-1975 | Bastia        | D1    | 3        | 1   |
| 1975-1976 | Bastia        | D1    | 2        | 1   |
| 1976-1977 | Bastia        | D1    | 7        | 2   |
| 1977-1978 | Bastia        | D1    | 21       | 7   |
| 1978-1979 | Bastia        | D1    | 25       | 5   |
| 1979-1980 | Bastia        | D1    | 35       | 7   |
| 1980-1981 | Lilla         | D1    | 35       | 12  |
| 1981-1982 | Tolosa        | D2    | 29       | 8   |
| 1982-1983 | Metz          | D1    | 36       | 23  |
| 1983-1984 | Strasburgo    | D1    | 24       | 3   |
| 1984-1985 | Tours         | D1    | 35       | 6   |
| 1985-1986 | Le Havre      | D1    | 34       | 17  |
| 1986-1987 | Saint-Étienne | D1    | 30       | 9   |
| 1987-1988 | Matra Racing  | D1    | 34       | 6   |
| 1988-1989 | Matra Racing  | D1    | 16       | 4   |